# Aepyornithomimus tugrikinensis
Aepyornithomimus tugrikinensis ("imitador de Aepyornis de Tugrikin") es la única especie conocida del género extinto Aepyornithomimus de dinosaurio terópodo ornitomímido que vivió a finales del periodo Cretácico, hace aproximadamente entre 83 y 70 millones de años atrás durante el Campaniense en lo que es hoy Asia. Sus restos se encuentran en rocas del Cretácico Superior de la Formación Djadochta en Mongolia. La especie tipo y única conocida es A. tugrikinensis.
El espécimen holotipo, MPC-D 100/130 , fue descubierto en sedimentos en la localidad de Tögrögiin Shiree de la Formación Djadokhta , una localidad que se interpreta como compuesta de sedimentos eólicos semiáridos con arenas y areniscas irregulares, de color gris claro y con estratificación cruzada, por Shigeru Suzuki durante una expedición paleontológica conjunta japonesa (HMNS) y mongola (IPG) al desierto de Gobi en 1994. El espécimen consiste en un pie izquierdo articulado casi completo preservado con astrágalo parcial, calcáneo completo y el tarso inferior III. Ahora se encuentra en el Instituto de Paleontología y Geología de la Academia de Ciencias de Mongolia. MPC-D 100/130 fue descrito formalmente en 2017 por los paleontólogos Tsogtbaatar Chinzorig , Yoshitsugu Kobayashi , Khishigjav Tsogtbaatar , Philip J. Currie , Mahito Watabe y Rinchen Barsbold , dando nombre al nuevo taxón ornitomímido Aepyornithomimus tugrikinensis . El nombre genérico , Aepyornithomimus , se deriva de las grandes ratites Aepyornis y del latín mimus, que significa imitador, en referencia a la estructura similar del pie. Por último, A. tugrikinensis se refiere a la localidad de procedencia, Tögrögiin Shiree. 

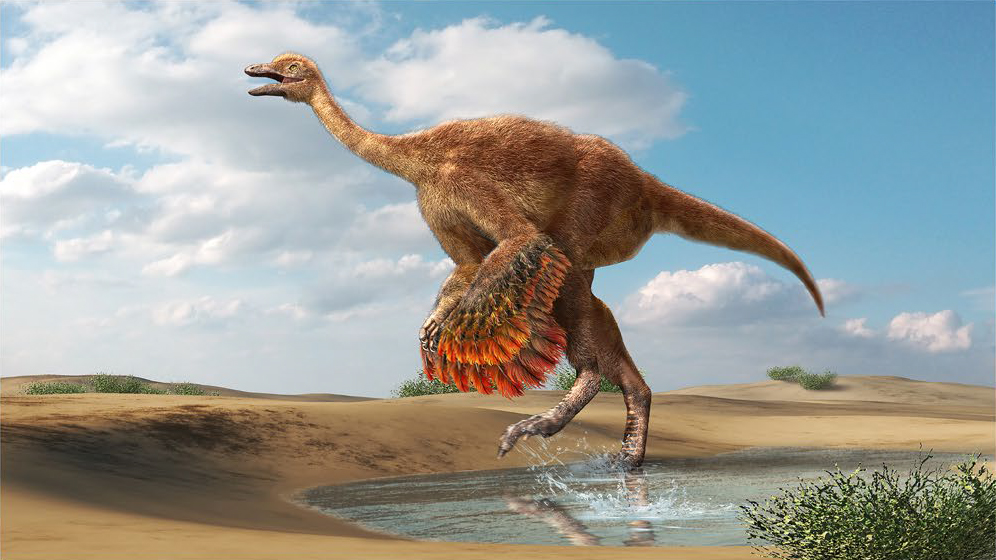
Recreación artística.

Un análisis filogenético, se encontró que Aepyornithomimus era un ornitomimosaurio derivado, estrechamente relacionado con Struthiomimus, Ornithomimus, Gallimimus y Anserimimus. La sistemática exacta dentro de este grupo de ornitomímidos derivados no pudo ser resuelta, pero se encontró que estaban estrechamente relacionados con los Deinocheiridae y Archaeornithomimus, que se agruparon con un taxón sin nombre de la Formación Bissekty. Morfológicamente, se hicieron observaciones de que parecía transicional entre la condición metatarsiana en los ornitomimosaurios basales y los más derivados, y se sugirió que A. tugikinensis muestra una condición intermedia.
La formación Djadokhta donde se encontró Aepyornithomimus era un desierto árido eólico similar al moderno Desierto de Gobi. Más adelante en la edad de Campaniense y en el Maastrichtiense el clima sería un ambiente fluvial más húmedo visto en la formación Nemegt. A. tugikinensis es el primer ornitomimosauriano diagnóstico encontrado en estos primeros depósitos más secos, e indica que el grupo podría tolerar una variedad de condiciones ambientales.